# Blind Melon
A Blind Melon Los Angelesben alapított amerikai rock együttes. Eddigi legnagyobb sikerük az 1993-ban megjelent No Rain című album. Az együttest sok kritika érte a kilencvenes évek elején a zenéjük miatt. Ezután kiadtak két kisebb albumot a Capitol Records kiadó jóvoltából, majd az együttes frontembere Shannon Hoon drogtúladagolás következtében elhunyt 1995-ben, 28 évesen.
2006-ban újabb taggal bővült a zenekar, Travis Warren lépett Shannon helyébe, majd kiadták For My Friends névre keresztelt negyedik albumukat.

## Kezdetek
Az együttes 1990 márciusában alakult meg Los Angelesben, amikor Rogers Stevens és Brad Smith gitárosok találkoztak Shannon Hoon énekessel. Az együttes bővült Christopher Thorn és Glen Graham zenészekkel. Az együttes neve egy az 1920-as években híres blues művész Blind Lemon Jefferson és Blind Melon Chitlin karakter nevéből született. Az együttes egy négy zeneszámos demóval debütált, a The Goodfoot Workshoppal 1991-ben. Shannon Hoon jóbaráti kapcsolatot ápolt Axl Rose zenésszel a Guns N’ Roses frontemberével olyannyira, hogy a Don't cry című számukban a Blind Melon énekese is részt vett mint vokalista.

## Shannon Hoon halála
Az együttes legjobb évei alatt turnézni kezdett Európában és Mexikóban. Felléptek a Woodstock '94-en, majd fény derült az énekesek alkohol és drog problémáira. Megjelent a Three Is a Magic Number, azaz "A Három egy bűvös szám" című daluk. Nem sokkal később a zenekar elindult Soup turnéjukra. Az énekesnek rehabilitáción kellett volna részt vennie, de mint később kiderült, lemondta. Hetekkel később holtan találták a zenekar turnébuszán a kokain túladagolás miatt bekövetkezett szívrohamban elhunyt zenészt. Halálának dátuma 1995. október 21., New Orleans.

## Újrakezdés
Az énekesi poszt megüresedése után az új Albumuk a Nico nevet kapta Shannon 13 hetes lánya után. Megjelentek John Lennon és Steppenwolf feldolgozások is a lemezen. 1999-től 2006-ig a zenekar inaktív volt, majd az új énekessel Travis Warrennel és három új számmal, a "Make a Difference",a "For My Friends" és a "Harmful Belly"-vel tért vissza.
For My Friends albumuk 2008-ban jelent meg, és még abban az évben Shannon Hoon életrajza, A Devil on One Shoulder and an Angel on the Other: The Story of Shannon Hoon and Blind Melon, az az "Egy ördög az egyik vállon míg egy angyal a másikon: Shannon Hoon és a Blind Melon története" is olvasható volt.

## Tagok
Jelenlegi tagok
- Rogers Stevens – főgitáros, zongora, keyboard (1990–1999, 2006–)
- Brad Smith – basszus, fuvola, háttérvokál (1990–1999, 2006–)
- Christopher Thorn – ritmusgitár, mandolin, harmonika (1990–1999, 2006–)
- Glen Graham – dobok, ütős hangszerek (1990–1999, 2006–)
- Travis Warren – ének, akusztikus gitár (2006–2008, 2010–)

Korábbi tagok
- Shannon Hoon – ének, akusztikus gitár, harmonika (1990–1995)

## Fordítás
- Ez a szócikk részben vagy egészben  a   Blind Melon című angol Wikipédia-szócikk fordításán alapul.  Az eredeti cikk szerkesztőit annak laptörténete sorolja fel. Ez a jelzés csupán a megfogalmazás eredetét és a szerzői jogokat jelzi, nem szolgál a cikkben szereplő információk forrásmegjelöléseként.